# Paniássis

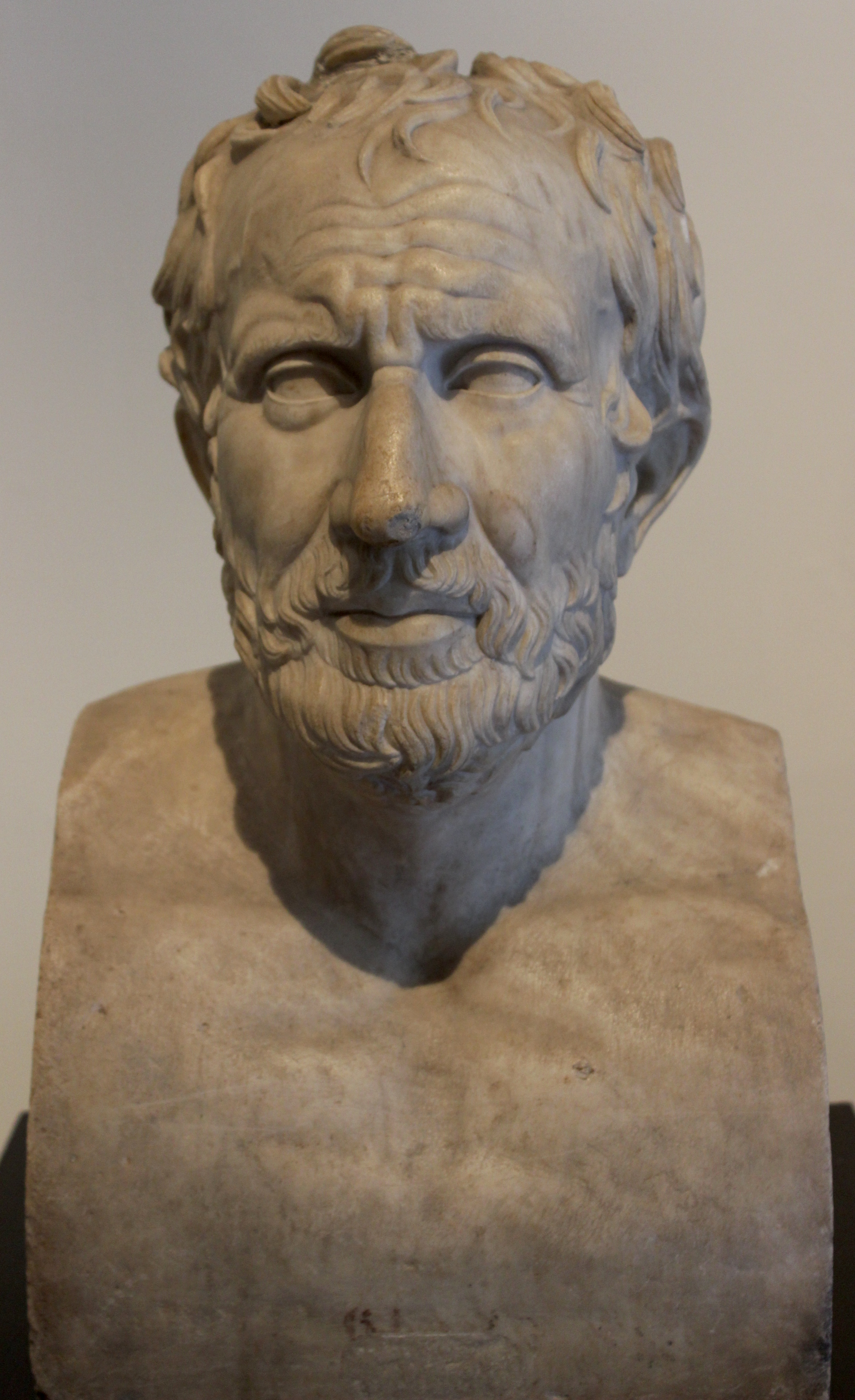
Busto de mármore de Paniássis de Halicarnasso, um poeta grego do século V aC, datado do século I dC A escultura, descoberta na Villa dos Papiros em Herculano e hoje em dia no Museu Arqueológico Nacional de Nápoles, fornece uma representação visual do poeta, ajudando a humanizá-lo e a contextualizar sua obra. O busto, que retrata Paniássis com uma barba espessa e um olhar pensativo, atesta a fama e o reconhecimento do poeta na época romana.

Paniássis (Gr: Panuasis), poeta épico grego, que morreu por volta de 460 a.C. a 450 a.C.

## Biografia
Nascido em Halicarnasso, tido como tio ou sobrinho de Heródoto, Paniássis foi o autor das obras "Heracléia" (muito elogiada pelos críticos antigos) e "Iônica" (que narra a fundação das principais cidades da Jônia).
Obras:
- Heracléia: Poema épico em 14 cantos que narrava os feitos de Héracles. A obra foi muito elogiada pelos críticos antigos por sua linguagem elegante e pela descrição vívida das batalhas travadas por Héracles.
- Iônica: Poema épico em seis cantos que narrava a fundação das principais cidades de Jônia. A obra é considerada uma importante fonte de informação sobre a história de Jônia no período arcaico.

Estilo:
O estilo de Paniássis era caracterizado por:
- Linguagem elegante e rica em vocabulário;
- Descrições vívidas e projetadas;
- Uso de metáforas e outros recursos literários;
- Ênfase na ação e no heroísmo.

Influência:
Paniássis foi um poeta influente em sua época e sua obra atraiu outros poetas épicos, como Calímaco e Apolônio de Rodes.
Legado:
A obra de Paniássis foi perdida em grande parte, mas os fragmentos que restaram demonstram seu talento como poeta épico. Paniássis é considerado um dos principais poetas épicos do século V aC e sua obra contribuiu para o desenvolvimento da literatura grega.